# Aleh Kavalyow
Aleh Kavalyow (tiếng Belarus: Алег Кавалёў; tiếng Nga: Олег Николаевич Ковалёв; sinh 24 tháng 5 năm 1987) là một cầu thủ bóng đá Belarus. Tính đến năm 2017, anh thi đấu cho Gomel.